# Privat Livemont

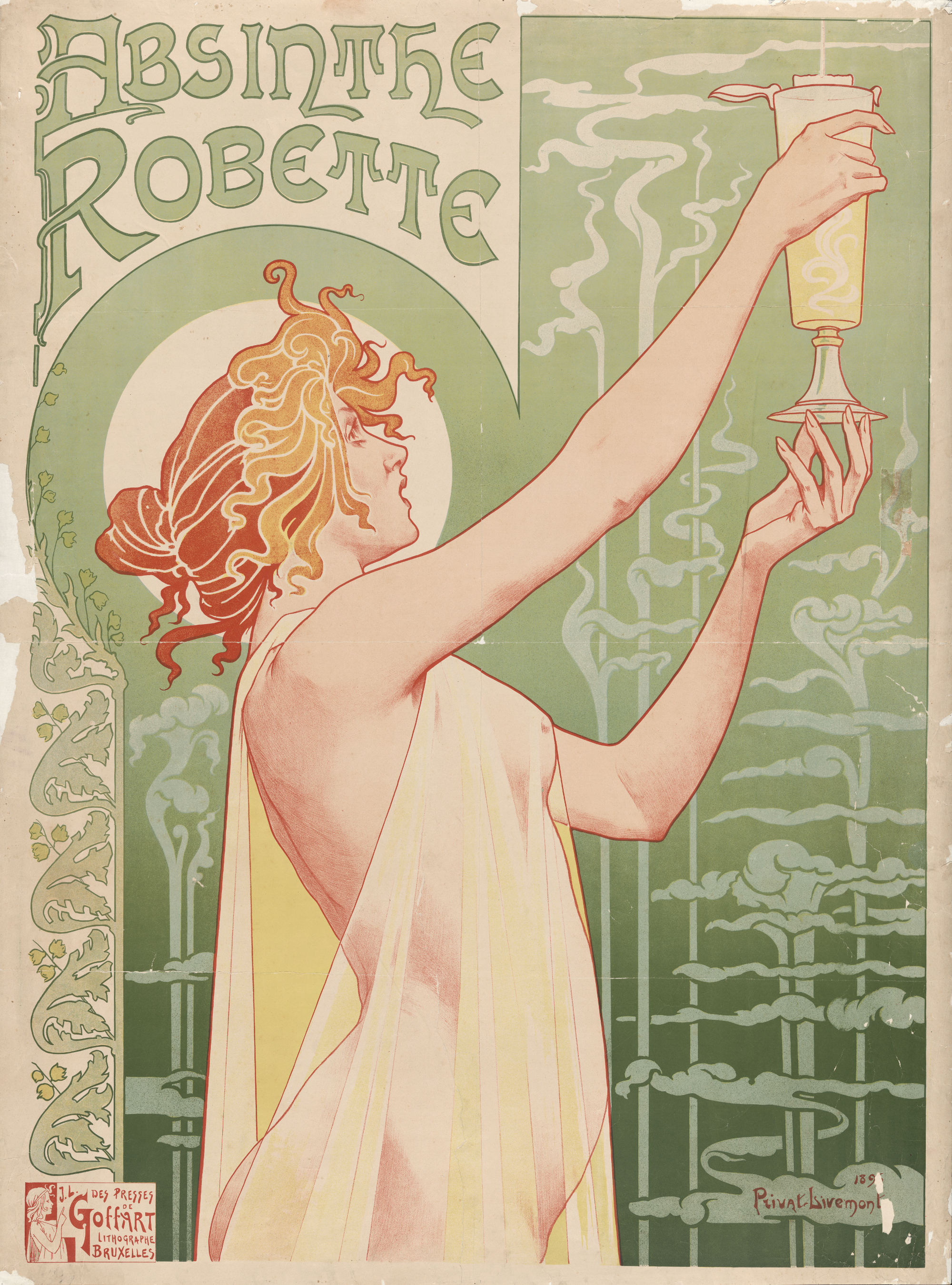
Absinthe Robette (1896)

Privat Livemont  (eigentlich Henri Antoine Théodore Livemont, * 9. Oktober 1861 in Schaerbeek; † 4. Oktober 1936 ebenda) war ein belgischer Maler, Freskant, Plakat-, Sgraffito-, Glasfenster-  und Mosaikkünstler des Jugendstils.
Er begann sein Studium an der Kunstschule von Saint-Josse-ten-Noode bei Louis Hendrickx. Danach verbrachte er den Zeitraum von 1883 bis 1889 in Paris, wo er an der Dekoration des Rathauses und des Théâtre de la Porte Saint-Martin teilnahm.
Seine ersten Werke standen unter dem Einfluss von Symbolismus, aber seit den frühen 1890er Jahren wandte sich Privat-Livemont zum Jugendstil, in dem er seine bedeutendsten Werke schuf. Er wurde besonders als Plakatkünstler bekannt, schuf hauptsächlich Werbeplakate für Getränke- und Lebensmittelhersteller. Er entwarf auch Textilien und Glasfenster.
In Zusammenarbeit mit dem Architekten Henri Jacobs schmückte er mit Fresken und Sgraffito Fassaden von vielen Brüsseler Wohnhäusern und Schulen, wie die Josaphat-Schule.
Für das Brüsseler Kaufhaus „Grande Maison de Blanc“ (32–34 Rue du Marché aux Poulets) schuf er 1897 eine Reihe von Malereien auf keramischen Platten in den Nischen der Fassaden.
Privat Livemont beschäftigte sich mit der Fotografie, auch mit den farbigen Autochrom-Platten. Er lieferte Zeichnungen und Fotografien an Zeitschriften, wie „Le Journal Illustré“. Mit dem Ende der Jugendstil-Epoche um 1910 wurden seine Werke immer weniger gefragt.